# 2,6-Diethylanilin
2,6-Diethylanilin ist eine chemische Verbindung aus der Gruppe der aromatischen Aminoverbindungen (Aminogruppe am Ring), genauer der Diethylaniline.

## Gewinnung und Darstellung
2,6-Diethylanilin kann durch eine Friedel-Crafts-Alkylierung von Anilin mit Ethen in Gegenwart von Aluminiumchlorid oder Aluminiumlegierungen (Aluminiumbronze, Aluminiumamalgam) hergestellt werden.

## Eigenschaften
2,6-Diethylanilin ist eine farblose Flüssigkeit (als technisches Produkt dunkelrote Flüssigkeit), die sich bei Einwirkung von Licht und Luft gelblich verfärbt. Beim Erhitzen zersetzt sie sich, wobei Stickstoffoxide, Kohlenmonoxid und Kohlendioxid entstehen. Mit Chlorwasserstoff bildet sich das in Wasser unlösliche Hydrochlorid der Verbindung. Die Dampfdruckfunktion ergibt sich nach August entsprechend ln(P) = A−(B/T) (P in Pa, T in K) mit A = 27,83 und B = 7869 im Temperaturbereich von 10 bis 55 °C. Die Verdampfungsenthalpie beträgt bei 25 °C 65,89 kJ·mol−1, die Wärmekapazität cp 305,942 J·K−1·mol−1. Die Verbindung bildet bei hohen Temperaturen entzündliche Dampf-Luft-Gemische. Die Verbindung hat einen Flammpunkt von 109 °C. Die Zündtemperatur beträgt 460 °C. Der Stoff fällt somit in die Temperaturklasse T1.

## Verwendung
2,6-Diethylanilin wird als Zwischenprodukt zur Herstellung von Pflanzenschutzmitteln (wie z. B. Alachlor, Butachlor, Diafenthiuron) und anderen abgeleiteten chemischen Verbindungen verwendet. Es tritt auch als Metabolit dieser Verbindungen wieder in Erscheinung.